# Lijst van burgemeesters van Keulen
Dit is een lijst van burgemeesters van Keulen (Oberbürgermeister der Stadt Köln) vanaf 1815 met tevens een lijst van de gemeentesecretarissen (Oberstadtdirektoren), de hoogste  ambtenaar, van 1946 tot 1999.

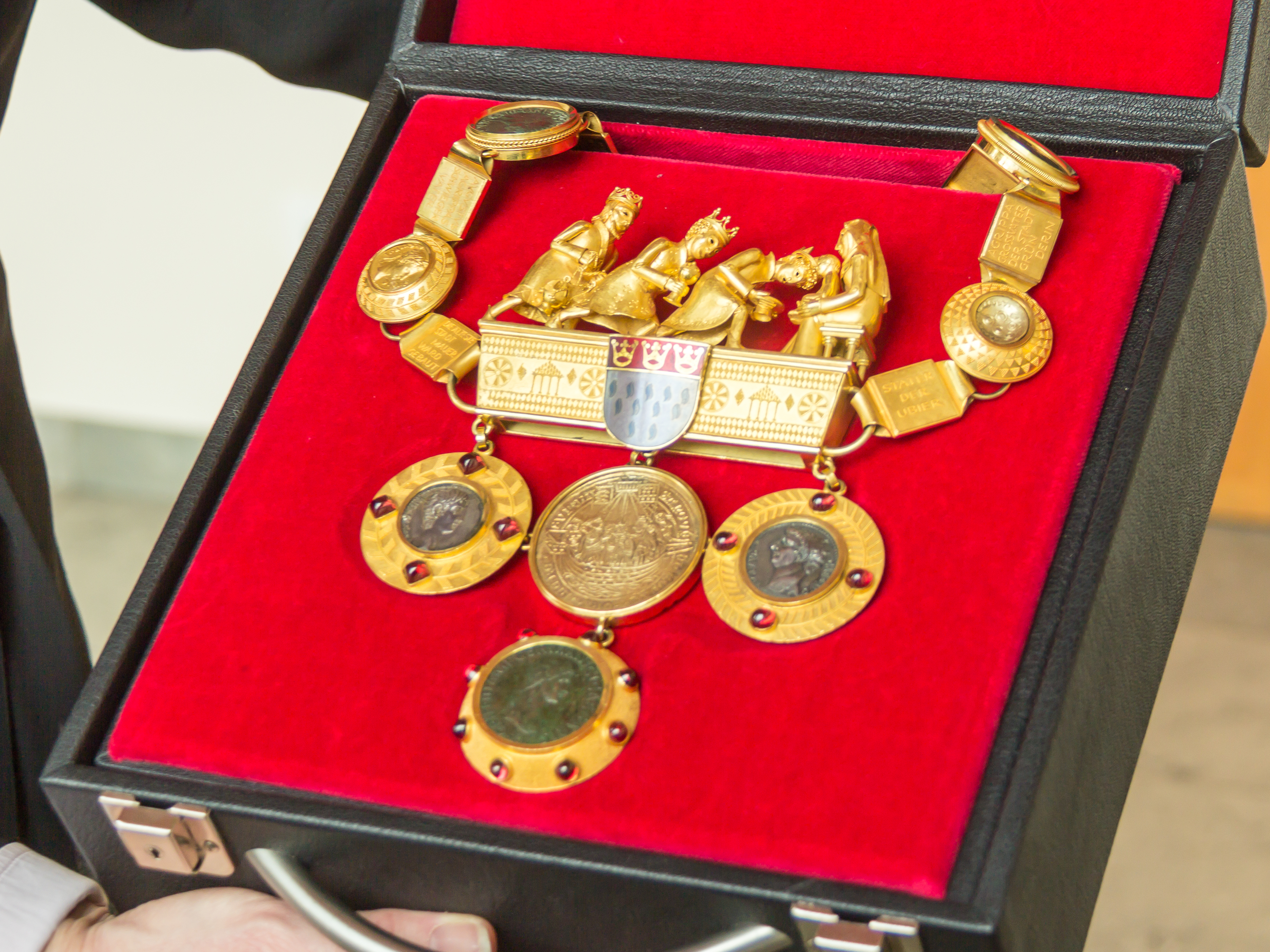
Ambtsketen van de Oberbürgermeister(in) van Keulen

## Burgemeesters sinds 1815
- 1815–1819: Karl Joseph Freiherr von Mylius
- 1819–1823: von Monschaw
- 1823–1848: Johann Adolf Steinberger
- 1848–1851: Friedrich Wilhelm Gräff
- 1851–1863: Hermann Joseph Stupp
- 1863–1875: Alexander Bachem
- 1875–1885: Hermann Heinrich Becker (Fortschrittspartei)
- 1886–1907: Friedrich Wilhelm Bernard von Becker
- 1907–1917: Ludwig Theodor Ferdinand Max Wallraf
- 1917–1933: Konrad Adenauer (Deutsche Zentrumspartei)
- 1933–1936: Günter Riesen
- 1936–1940: Karl Georg Schmidt
- 1940–1944: Peter Winkelnkemper
- 1944–1945: Robert Brandes
- 1945: Konrad Adenauer (CDU)
- 1945: Willi Suth (CDU)
- 1945–1948: Hermann Pünder (CDU)
- 1948: Ernst Schwering (CDU)
- 1948–1949: Robert Görlinger (SPD)
- 1949–1950: Ernst Schwering (CDU)
- 1950–1951: Robert Görlinger (SPD)
- 1951–1956: Ernst Schwering (CDU)
- 1956–1973: Theo Burauen (SPD)
- 1973–1980: John van Nes Ziegler (SPD)
- 1980–1999: Norbert Burger (SPD)
- 1999–2000: Harry Blum (CDU)
- 2000–2009: Fritz Schramma (CDU)
- 2009-2015: Jürgen Roters (SPD)
- 2015-heden: Henriette Reker (partijloos)

## Gemeentesecretarissen 1946–1999
- 1946–1953: Willi Suth
- 1953–1965: Max Adenauer
- 1965–1977: Heinz Mohnen
- 1977–1989: Kurt Rossa
- 1989–1998: Lothar Ruschmeier
- 1998–1999: Klaus Heugel